# Irene Comneno (hija del sebasto Juan Cantacuceno)
Irene Comneno (en griego: Ειρήνη Κομνηνή) fue una aristócrata bizantina de la segunda mitad del siglo XII, abuela paterna del emperador bizantino Miguel VIII Paleólogo.
Irene era hija del sebasto Juan Cantacuceno y de la princesa bizantina María Comneno, que era sobrina del emperador bizantino Manuel I Comneno. Tenía un hermano, Manuel, que fue cegado alrededor de 1176 por orden de Manuel I.
Alrededor de 1180, se casó con un miembro de la familia Paleólogo, y con motivo de su boda se compuso un epitalamio, cuya autoría se atribuye a Teodoro Pródromo. Del contenido de la obra se deduce que su esposo fue el megaduque Alejo Paleólogo. En el typikon del monasterio de San Miguel Arcángel en el monte Auxencio, cerca de Calcedonia, escrito por el emperador Miguel VIII Paleólogo, Alejo Paleólogo e Irene Comnena aparecen como abuelos del emperador, y sus nombres se mencionan primero entre los antepasados en cuya memoria el emperador ordenó servicios conmemorativos regulares. Además, el propio Alejo también aparece como megaduque, cargo que probablemente ocupó entre 1185 y 1190. El orden de su mención —primero y antes del padre del emperador, y luego el megaduque— disipa la duda de que el emperador se estuviera refiriendo en realidad a su abuelo y abuela maternos, que también llevaban los nombres de Alejo Paleólogo e Irene Comneno, especialmente considerando que el segundo Alejo Paleólogo ostentaba el título de déspota, que el emperador difícilmente habría dejado de mencionar si se hubiera referido a su abuelo materno en este punto del typikon. En el prólogo poético del mismo documento, escrito en forma de un discurso del emperador Miguel VIII a san Miguel Arcángel, el emperador también menciona que poco antes de que los latinos tomaran Constantinopla, el megaduque Alejo Paleólogo había restablecido el monasterio en el monte Auxencio, que más tarde fue dedicada a san Miguel Arcángel, y había terminado su vida como monje con el nombre de Antonio. Lo más probable es que el esposo de Irene renovara el monasterio en cuestión alrededor de 1190 y muriera antes de 1203. El typikon menciona que ella misma también tomó votos monásticos y terminó su vida con el nombre monástico de Eugenia.